# Constantin von Monakov
Constantin von Monakov, né le 4 novembre 1853 à Bobrezovo, près de Vologda, en Russie et mort le 19 octobre 1930 à Zurich est un médecin neurologue, neuropathologiste et psychiatre suisse d'origine russe. Il est connu pour la qualité de son enseignement à Zurich, et pour avoir fondé la revue « Archives suisses de neurologie et de psychiatrie ».